# FGE Nr. 1 bis 3
Die Lokomotiven Nr. 1 bis 3 der Freien Grunder Eisenbahn (FGE) waren vierfach gekuppelte Tenderlokomotiven. Die drei von Jung gelieferten Dampflokomotiven der Verbundbauart standen bis Anfang der 1960er Jahre auf der Bahnstrecke Herdorf–Unterwilden im Einsatz und wurden anschließend verschrottet.

## Geschichte
Für ihre Bahnstrecke Herdorf–Unterwilden beschaffte die FGE bei Jung in Jungenthal zwei Dampflokomotiven der Verbundbauart zu einem Preis für jeweils 34.000 Mark. Die Lokomotiven mit den Fabriknummern 1000 und 1001 wurden 1907 fertiggestellt. 1908 bestellte man bei Jung noch eine dritte Maschine nach, dieses Fahrzeug mit der Fabriknummer 1229 kostete 41.000 Mark.
Die drei Loks übernahmen bis Ende der 1960er Jahre die Hauptlast des Betriebes der FGE, obwohl zwischenzeitlich auch andere Lokomotiven bei der FGE im Einsatz waren. Während des Zweiten Weltkriegs wurde die Lok 2 kurzzeitig an die Eberswalde-Finowfurter Eisenbahn abgegeben, kam aber noch vor Kriegsende zurück.
1959 kam mit der Lok 4 die erste Diesellok der Baureihe R 42 C zur FGE. Die ebenfalls von Jung gebaute Maschine löste die Dampflokomotiven ab. Bereits 1960 wurde die Lok 1 an einen Schrotthändler verkauft, die anderen zwei Fahrzeuge ebenfalls kurz darauf in Unterwilden verschrottet.